# Noix
Pour les articles homonymes, voir Noix (homonymie).
Cet article concerne le fruit du noyer. Pour les fruits à écale de façon générale, voir fruit à coque et fruit sec.

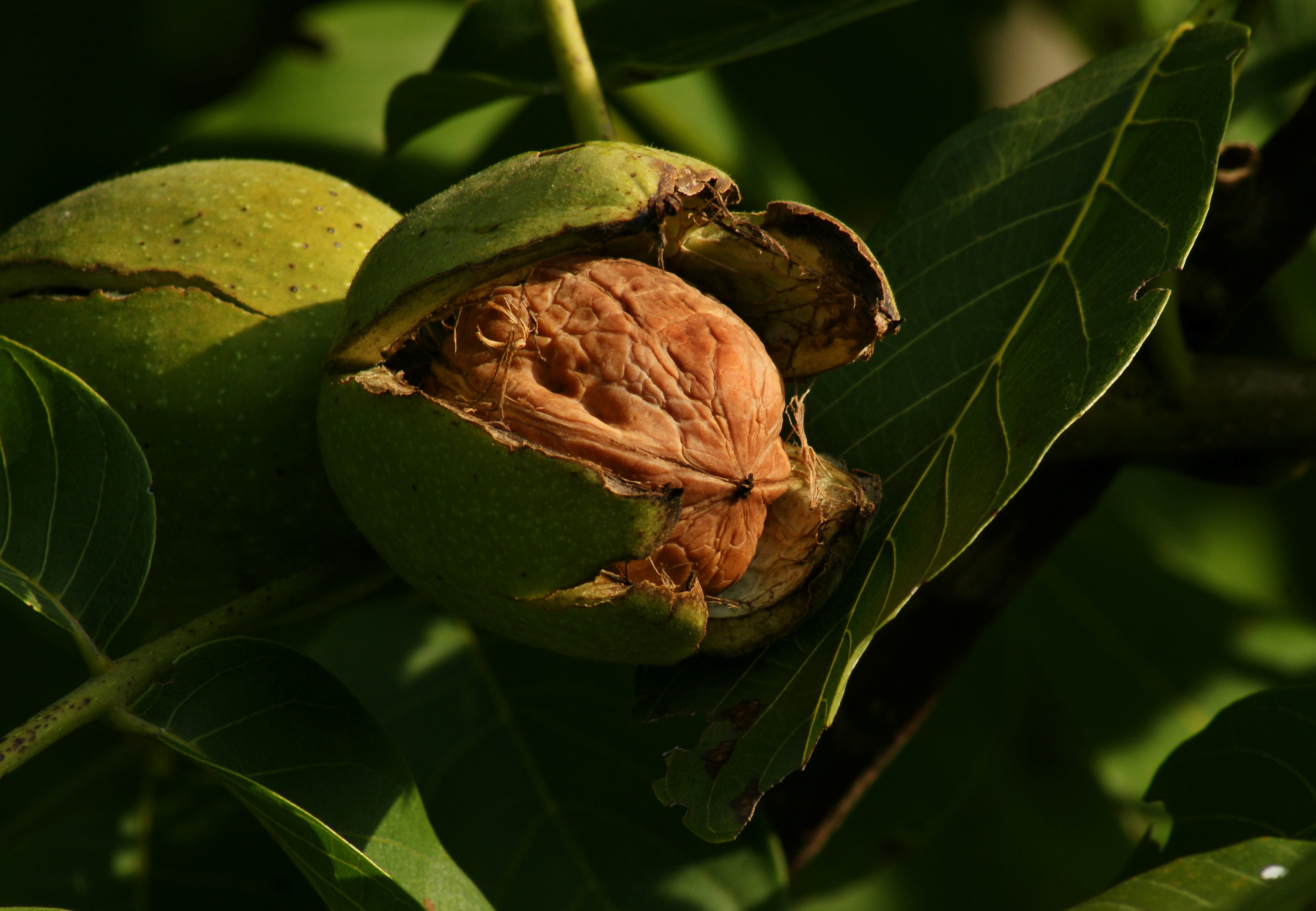
Une noix, fruit à coque du noyer commun (Juglans regia), dans son brou éclaté. On extrait de cette enveloppe une teinture, le brou de noix.

La noix est un fruit comestible à coque. Elle est produite par les noyers, arbres du genre Juglans L., de la famille des Juglandacées. La forme commercialisée la plus importante des régions tempérées provient de la culture du noyer commun. Cet arbre, qui était présent à l'origine dans les régions montagneuses en milieu tempéré sur le continent eurasiatique, est maintenant largement cultivé dans le monde. Le présent article concerne la noix commune, c’est-à-dire le fruit du noyer commun (Juglans regia).
La noix commune est un fruit à coque oléagineux très énergétique. Par rapport aux autres graines oléagineuses, elle se caractérise par sa richesse en acides gras polyinsaturés, comportant l'apport le plus élevé en oméga-3. La noix est aussi riche en tocophérol et composés phénoliques lui donnant une activité antioxydante puissante.
Pour l'administration française, un cultivateur qui pratique la monoculture de noyer dans le but de produire des noix s'appelle un nuciculteur. Un verger de noyers s'appelle une noyeraie.
Dans la langue commune, noix a deux acceptions :
1. (Bot.) fruit du noyer commun ;
2. (P. anal.) fruit de divers arbres à enveloppe ligneuse (noix d’arec, noix de cajou, noix de coco, etc.).

Selon l’emploi dans la langue commune, le terme noix peut désigner :
1. le fruit entier tel que porté par l’arbre (mes noyers portent cet été beaucoup de noix),
2. le fruit débarrassé de son écale verte et commercialisé (j’ai vendu dix tonnes de noix),
3. les graines également appelées cerneaux comestibles (je mange tous les matins deux noix)[n 1].

Au Québec, le terme noix désigne presque toujours les fruits à coque, et noix de Grenoble ne désigne pas une AOC/AOP mais le fruit des noyers en général (du genre Juglans mais pas les autres Juglandaceae), et ce, sans égard à leur provenance. Elle sert aussi de traduction au terme anglais walnut.

## Botanique
Sur le plan botanique, le fruit angiocarpique du noyer commun (Juglans regia) est une pseudodrupe déhiscente (et non une drupe car elle est entourée d'un conceptacle) dont la partie charnue extérieure (composé de l'épicarpe et du mésocarpe), est inconsommable. La noix, au sens commercial, est en fait le noyau sec de cette drupe, constitué de l'endocarpe lignifié et de la graine comestible. L'enveloppe charnue de cette drupe se nomme le brou et sert en teinture.
|                       |                                                     |                                                     |
| Fruit du noyer commun |                                                     |                                                     |
| Drupe                 | épicarpe, mésocarpe (charnu), écale verte, « brou » | épicarpe, mésocarpe (charnu), écale verte, « brou » |
| Drupe                 | noyau « noix »                                      | endocarpe, « coquille » (lignifié)                  |
| Drupe                 | noyau « noix »                                      | graine, « cerneau » (comestible)                    |

La noix du commerce comprend :
- une coquille, ou coque, qui est l'endocarpe lignifié, provenant de l’épiderme interne de l’ovaire. Cette coque, qui mesure de quatre à cinq centimètres de long sur trois à quatre centimètres de large, se sépare en deux valves et présente à son sommet un mucron ;
- un noyau comestible appelé cerneau[4], qui est la graine. C’est une graine dépourvue d’albumen mais dotée de cotylédons oléagineux. La séparation membraneuse qui divise l'intérieur d'une noix s'appelle le « zeste » et provient de la soudure des deux carpelles de la fleur femelle ; chaque quartier de noix défini par ce zeste s'appelle une « cuisse ».

## Valeur nutritive

### Macronutriments
La noix fraîche (c.-à-d. par métonymie les cerneaux) a une teneur en eau supérieure à 20 % alors que la noix sèche a une teneur en eau inférieure à 10 %.
La noix est très riche en lipides ; selon la table Ciqual de l’anses, ils représentent en moyenne 85 % de l’apport énergétique du cerneau. La noix est très énergétique puisqu'elle apporte 709 kcal (ou 2 930 kJ) pour 100 g.
Elle est remarquablement riche en acides gras polyinsaturés (43,6 g sur 100 g de produit, représentant 65 % les lipides), formés d’oméga-3 (7,5 g) et d’oméga-6 (36,1 g), avec un rapport ω6/ω3=4,8 favorablement recommandée par Auvinet et al.,. Il faut 30 g de noix pour apporter 2,25 g d'oméga-3 soit l’AS (apport satisfaisant) pour un adulte (ayant un apport énergétique quotidien de 2 000 kcal). Parmi les graines oléagineuses, seule la noix contient une aussi forte teneur en oméga-3, les autres sont plus riches en oméga-6.
La table de composition nutritionnelle Ciqual donne des valeurs moyennes, mais la composition est influencée par le génotype (la variété), les conditions environnementales et le taux d’irrigation (Martinez et al., 2010), comme la table ci-dessous l’illustre. Les cerneaux ont un contenu en huile qui varie de 620 à 740 g.kg-1. Le génotype est la source majeure de variabilité de la composition en acides gras.
| Contenu en huile et acides gras de quelques variétés de noix d’après Martinez et al., 2010 | Contenu en huile et acides gras de quelques variétés de noix d’après Martinez et al., 2010 | Contenu en huile et acides gras de quelques variétés de noix d’après Martinez et al., 2010 | Contenu en huile et acides gras de quelques variétés de noix d’après Martinez et al., 2010 | Contenu en huile et acides gras de quelques variétés de noix d’après Martinez et al., 2010 | Contenu en huile et acides gras de quelques variétés de noix d’après Martinez et al., 2010 | Contenu en huile et acides gras de quelques variétés de noix d’après Martinez et al., 2010 |
| ------------------------------------------------------------------------------------------ | ------------------------------------------------------------------------------------------ | ------------------------------------------------------------------------------------------ | ------------------------------------------------------------------------------------------ | ------------------------------------------------------------------------------------------ | ------------------------------------------------------------------------------------------ | ------------------------------------------------------------------------------------------ |
| Variétés                                                                                   | Contenu en huile g.kg-1                                                                    | Acides gras mg.g-1                                                                         | Acides gras mg.g-1                                                                         | Acides gras mg.g-1                                                                         | Acides gras mg.g-1                                                                         | Acides gras mg.g-1                                                                         |
|                                                                                            |                                                                                            | 16:0                                                                                       | 18:0                                                                                       | 18:1 ω9                                                                                    | 18:2 ω6                                                                                    | 18:3 ω3                                                                                    |
| Chandler                                                                                   | 695-725                                                                                    | 66-69                                                                                      | 15-17                                                                                      | 161-178                                                                                    | 565-589                                                                                    | 165-186                                                                                    |
| Franquette                                                                                 | 623-724                                                                                    | 66-75                                                                                      | 19-31                                                                                      | 170-284                                                                                    | 502-592                                                                                    | 117-149                                                                                    |
| Lara                                                                                       | 665-712                                                                                    | 63-81                                                                                      | 16-28                                                                                      | 149-197                                                                                    | 579-625                                                                                    | 122-152                                                                                    |
| Marbot                                                                                     | 663-688                                                                                    | 63-71                                                                                      | 27-28                                                                                      | 163-165                                                                                    | 589-597                                                                                    | 127-143                                                                                    |

Dans la table de Martinez et al, pour comprendre la nomenclature des acides gras voir l’entrée Acide gras insaturé. On peut constater les écarts peu importants entre par exemple, la concentration en oméga-3 de Ciqual (7,5 g/100 g de cerneaux, soit 11.14 % des lipides) et celles de la variété Franquette allant de 11 à 15 % mais pas avec celles de Chandler qui va de 16 à 19 %. La variété Chandler avec 16,5 à 18,6 g/100g d'oméga-3, en contient plus du double que les 7,5 de la moyenne de Ciqual
L’huile de noix apporte aussi énormément d’acide gras polyinsaturés (69,6 g pour 100 g d’huile) avec toujours le bon rapport ω6/ω3. L’huile extraite par pression peut être utilisée directement dans l’alimentation (sans être raffinée), comme pour l’assaisonnement des salades.
La composition en acides gras de l’huile de noix ressemble à celle de l’huile de soja, mais elle contient une concentration supérieure en d’acide alpha-linolénique oméga-3. En fait, parmi les huiles végétales, l’huile de noix fait partie des huiles les plus riches en acides gras polyinsaturés.
Après les lipides, le second macronutriment le plus important de la noix est constitué des protéines (à raison de 13,3 g pour 100 g). Elles se retrouvent en abondance dans les tourteaux de noix, résidu des noix restant après le pressage.
Les protéines de noix sont constituées principalement de glutéline (environ 70 %) avec ensuite des globuline (18 %), albumine (7 %) et prolamine (5 %). La biodisponibilité des acides aminés est influencée négativement par la présence de composés phénoliques comme l’acide gallique, l’acide ellagique et les d'ellagitanins, présents dans la noix.

### Micronutriments

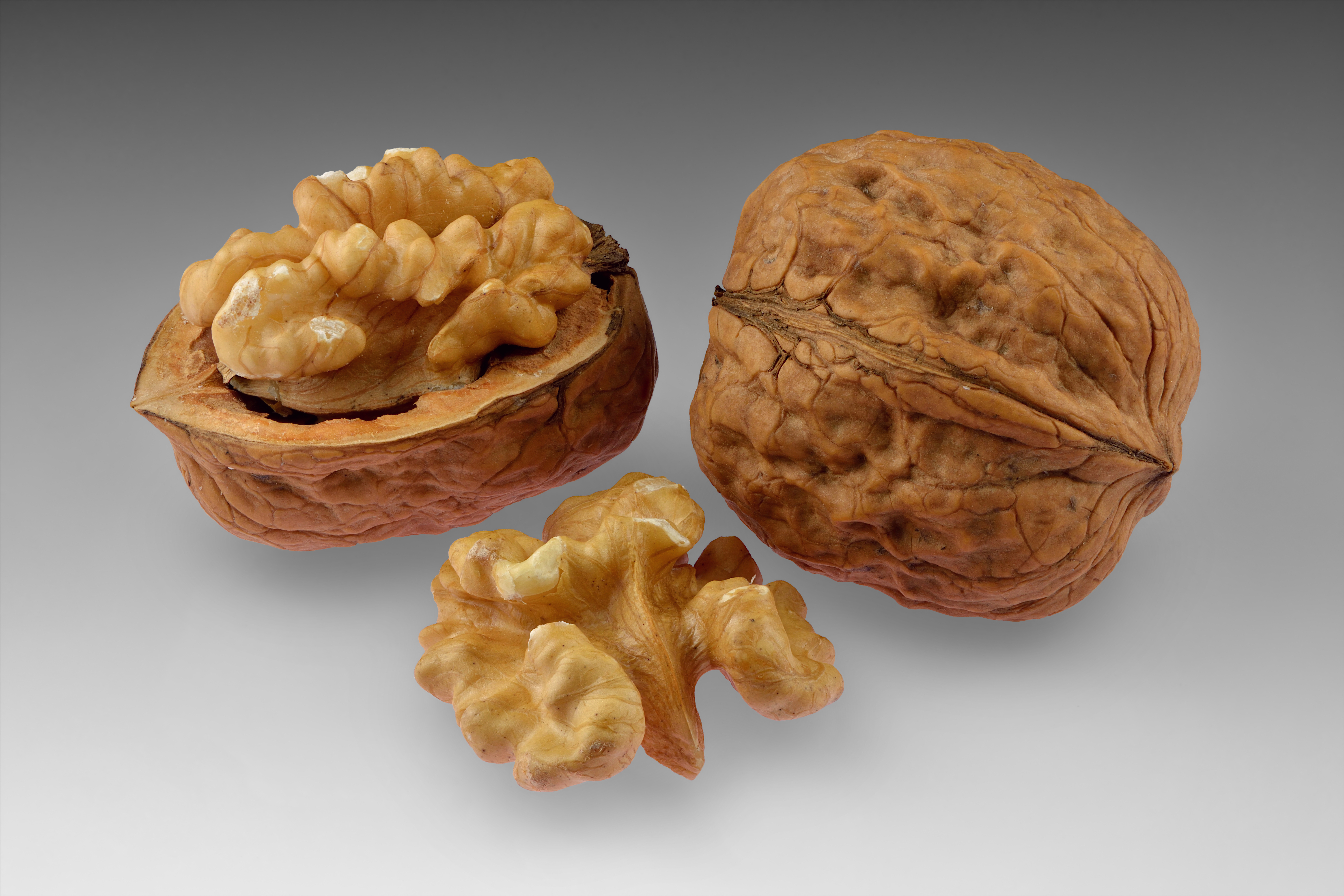

La noix apporte aussi des fibres alimentaires ainsi que des vitamines : la vitamine E (composée principalement de tocophérol de type α-, γ- et δ-), la vitamine B9 (120 µg) et du magnésium.
La présence de tocophérol est importante car il fournit une protection contre l’oxydation. Le génotype joue un rôle essentiel dans la variabilité des concentrations : selon Martinez et al. la variété ‘Parisienne’ contient de 240 à 290 mg.kg-1 de tocophérol total et la ‘Franquette’ en a 211 à 297 mg.kg-1. Pour Ojeda-Amoda et al., la variété la plus riche en tocophérol est Hartley avec 646 mg/kg suivie par Chandler puis Lara. Ces auteurs mesurent la concentration de la vitamine E en effectuant la somme des concentrations d’ α-, γ- et δ-tocophérol ; le γ-tocophérol représentant 85 % du total.
Par contre, la table danoise DTU évalue la vitamine E des noix à 15 mg/kg car elle réduit la mesure au seul α-tocophérol qui reste très minoritaire dans le tocophérol total mais est préférentiellement absorbé par l'homme. La table Ciqual avec 18,1 mg/kg de vitamine E semble faire de même.
Lors du processus d’extraction, l’huile de noix perd une partie de ses antioxydants (ses composés phénoliques plus que son tocophérol). C’est pourquoi elle est très sensible à une dégradation thermique et photo-oxydative. Elle doit donc être conservée à l’abri de la chaleur et de la lumière pour ne pas rancir.
Les cerneaux de noix contiennent aussi de la mélatonine, dite « hormone du sommeil », à raison de 3,5 ng/g. La consommation de noix entraîne une multiplication par trois des taux sanguins de mélatonine chez les rats. Cette augmentation est corrélée avec un accroissement de la capacité antioxydante du sérum.
Sur le plan diététique et vis-à-vis des risques cardiovasculaires, ce fruit est intéressant car ses lipides sont essentiellement polyinsaturés (65 % du total des lipides sont poly-insaturés, 21 % mono-insaturés et 9-10 % saturés) et par sa teneur en magnésium et fibres, reconnus comme étant des facteurs protecteurs.
La consommation de noix diminuerait le taux de cholestérol sanguin, ainsi que sa fraction la plus nocive (le LDL cholestérol).

## Composés phénoliques
La noix de Juglans regia est la noix ayant le plus fort contenu en composés phénoliques. La concentration totale, mesurée par la méthode Folin-Ciocalteu, va de 10 045 à 12 474 mg/kg suivant la variété (Hartley a la plus élevée, puis Chandler et Lara). On trouve de l'acide ellagique (28,50 mg/100g), des catéchines, gallocatéchol, acide chlorogénique, acide gallique, etc. Ces composés phénoliques hydrosolubles sont en grande partie perdus lors du processus d’extraction de l’huile et se retrouvent concentrés dans les tourteaux (résidus solides du pressurage).
La noix contient aussi des stérols. Le composé prédominent de la fraction stérol est le β-sitostérol (de 772 à 2 520 mg.kg-1), suivi par le campestérol (44-121 mg.kg-1)et le Δ5-avenastérol (25-153 mg.kg-1). Ce sont des phytostérols naturellement présents dans les plantes, ayant une structure chimique proche de celle du cholestérol.
On détecte aussi la présence de composés volatils comme le n-pentane et d’aldéhydes (pentanal, hexanal, octanal) apportant un arôme. Ces composés du cerneau proviennent d’acides gras insaturés (principalement de l’acide linoléique) par des voies oxydatives.
La saveur légèrement astringente de la noix a été associée à la présence de composés phénoliques, des flavanols et principalement des ellagitanins.
Ces composés fournissent une activité antioxydante puissante aux cerneaux de noix.
Une étude de Gûndûç et El a montré que les cerneaux possèdent la concentration phénolique totale la plus grande et l’activité antioxydante la plus puissante, parmi 25 types d’aliments turcs courants. Dans le cadre d’une étude comparative du contenu phénolique des amandes de dix fruits à coque du commerce, Yang et al. ont procédé à une extraction par solvant des composés phytochimiques libres et liés. Ils ont établi que la noix commune possédait le contenu phénolique largement le plus grand avec la noix de pécan (1 464 mg/100 g), suivis par la cacahouète, la pistache (572 mg/100 g), la noix de cajou (316 mg/100 g), la noisette (315 mg/100 g) et l’amande (213 mg/100 g)
noix commune > noix de pécan > cacahouète > pistache > …> noisette > amande>noix du Brésil
Sept composés antioxydants des cerneaux ont été isolés et évalués pour leur capacité de piégeage DPPH des radicaux libres.
Cinq ont une capacité antioxydante plus grande que le Trolox :
3,4,8,9,10-pentahydroxydibenzo(b,d)pyran-6-one  >  acide gallique >  gallate d'éthyle >  pyrogallol> Trolox >  acide protocatéchique > acide vanillique > acide parahydroxybenzoïque
Lors de son extraction, l’huile de noix vierge perd presque tous ses composés phénoliques polaires, si bien que son activité antioxydante est très basse et qu’elle se dégrade rapidement.
| Noix                                       | Pécan | Cacahouète | Noix de cajou | Noisette | Amande | Activités antioxydantes de 10 fruits à coque |
| ------------------------------------------ | ----- | ---------- | ------------- | -------- | ------ | -------------------------------------------- |
| Contenu phénolique total (mg/100 g)        |       |            |               |          |        |                                              |
| 1 580                                      | 1 464 | 646        | 316           | 315      | 213    |                                              |
| Contenu flavonoïde total (mg/100 g)        |       |            |               |          |        |                                              |
| 745                                        | 705   | 190        | 64            | 114      | 93     |                                              |
| Activité antioxydante totale (µmol vit. C) |       |            |               |          |        |                                              |
| 458                                        | 427   | 81         | 30            | 7        | 25     |                                              |

Les mesures d’activité antioxydante de Yang et al. ont établi une suprématie écrasante de la noix commune et de la noix de pécan, suivies de très loin par la pistache, amande et la noisette. La noix commune a une activité de 458 µmol/g (en équivalent de micromoles de vitamine C par gramme d’échantillon), soit 65 fois plus que celles de la noisette (7 µmol/g).
Selon les mesures d’Ojeda-Amador et al. faites par les méthodes DPPH et ORAC, la variété 'Hartley' possède l’activité antioxydante la plus puissante devant la variété 'Lara', puis 'Chandler'.

## Propriétés physiologiques
Une méta-analyse de 29 publications, a trouvé qu’une consommation de 28 g/jour de fruits à coque, s’accompagnait d’une diminution du risque de maladie coronarienne, de diabète et de maladie respiratoire. Le développement des maladies coronariennes est lié à un grand nombre de facteurs de risque comme l’âge, le tabagisme, l’hérédité, le sexe, un taux élevé de lipoprotéine LDL (« mauvais cholestérol ») et un taux bas de lipoprotéine HDL (« bon cholestérol »). Des observations récentes ont montré que les malades présentant un ou plusieurs facteurs de risques cardiovasculaires développent une altération du potentiel vasodilatateur de l’endothélium ayant une valeur prédictive du risque cardiovasculaire. Il est donc crucial d'améliorer la fonction endothéliale.
L’endothélium vasculaire, la couche monocellulaire qui tapisse les vaisseaux sanguin, induit la vasodilatation artérielle par la libération de monoxyde d’azote NO et de prostacycline. Le NO diffuse localement et stimule la relaxation des cellules musculaires lisses à proximité. En plus de son activité de vasodilatation, il possède de multiples autres propriétés : antiagrégantes, antioxydantes, etc. Toute activation inappropriée de l’agrégation plaquettaire et de la coagulation stimule massivement la production de NO et de prostacycline qui à leur tour, provoquent l’inhibition de l’agrégation, la vasodilatation de l’artère et l’élimination du microagrégat.
Une altération du potentiel vasodilatateur de l’endothélium, appelée par convention dysfonction endothéliale, a une valeur prédictive de la survenue de complications cardiovasculaires ou cérébrovasculaires. Il favorise aussi bien l’initiation que la progression de l’athérome.
L’alimentation étant un facteur capable d’affecter la réactivité vasculaire, il est compréhensible que plusieurs études se soient attachées à voir si la consommation de noix était susceptible d’améliorer la fonction endothéliale. L’étude de B. Cortés et al. a porté sur 24 sujets (12 sains, 12 atteints d’hypercholestérolémie) afin de comparer comment la prise de noix (40 g/jour) ou d’huile d’olive (25 g/jr) pouvait éventuellement améliorer une dysfonction endothéliale temporaire provoquée par des repas riches en matières grasses. Une étude antérieure avait montré que comparé au régime méditerranéen, un régime dans lequel les noix remplacent 32 % de l’énergie des acides gras mono-insaturés chez les sujets hypercholostérolémiques améliorait la fonction endothéliale. Bien que le régime aux noix fasse baisser aussi le cholestérol total et le cholestérol LDL, cette étude indiquait que l’effet cardioprotecteur des noix pouvait provenir de l’action sur l’endothélium.
Pour évaluer la fonction vasomotrice de l’endothélium, on utilise les ultrasons à haute résolution, permettant d’enregistrer la variation du diamètre de l’artère humérale en réponse à un accroissement du flux sanguin (méthode du Flow-mediated dilation FMD (en)). L’étude montre que la dilatation en réponse au flux FDM était altérée après le repas accompagné d’huile d’olive chez les sujets témoins (de  −17 %)  et hypercholestérolémiques (−36 %) alors qu’il était inchangé dans le groupe témoin et qu’il augmentait même de 24 % dans le groupe hypercholestérolémique après le repas accompagné de noix. Ce qui montre que la noix inverse la détérioration de la fonction endothéliale provoquée par un repas riche en graisse, contrairement à l’huile d’olive.
Ces résultats sont confirmés par une méta-analyse (de 2018) de cinq essais randomisés contrôlés portant sur 323 sujets. Les résultats indiquent un accroissement significatif de la fonction endothéliale après la consommation de noix. Cette méta-analyse combine les améliorations obtenues par la consommation de noix auprès de sujets en surpoids (Katz et al., 2012) ou hypercholestérolémiques (Ros et al., 2004, voir ci-dessus), ou avec un diabète de type 2 (Ma et al., 2010). Ce qui suggère que la consommation de noix pourrait avoir un effet clinique pertinent sur la fonction endothéliale.
Par contre, une consommation modérée de 15 g/jr de noix durant 4 semaines n’affecte pas le profil lipidique, la raideur artérielle ou l’activation plaquettaire.
Une autre étude s’est fixée pour objectif de vérifier si l’effet bénéfique de la consommation de noix pour la fonction endothéliale observée précédemment était encore valable pour des sujets âgés de plus de 50 ans en bonne santé. Les 40 sujets retenus ont reçu un régime avec des noix (43 g/jr), puis un régime de contrôle de type occidental (ou vice-versa), chacun durant 8 semaines. Le régime avec les noix, comparé au régime de contrôle, a réduit significativement le cholestérol non-HDL et les apolipoprotéines B ; il a aussi réduit les acides gras saturés et mono-insaturés plasmatiques et augmenté les acides gras poly-insaturés (notamment l’acide linoléique et l’acide α-linolénique). Par ailleurs, les biomarqueurs de la dysfonction endothéliale n’ont pas été affectés. La réduction du cholestérol non-HDL du régime associé aux noix prédit une diminution du risque de la maladie coronarienne de 6.7 %.

## Principales variétés de noix communes

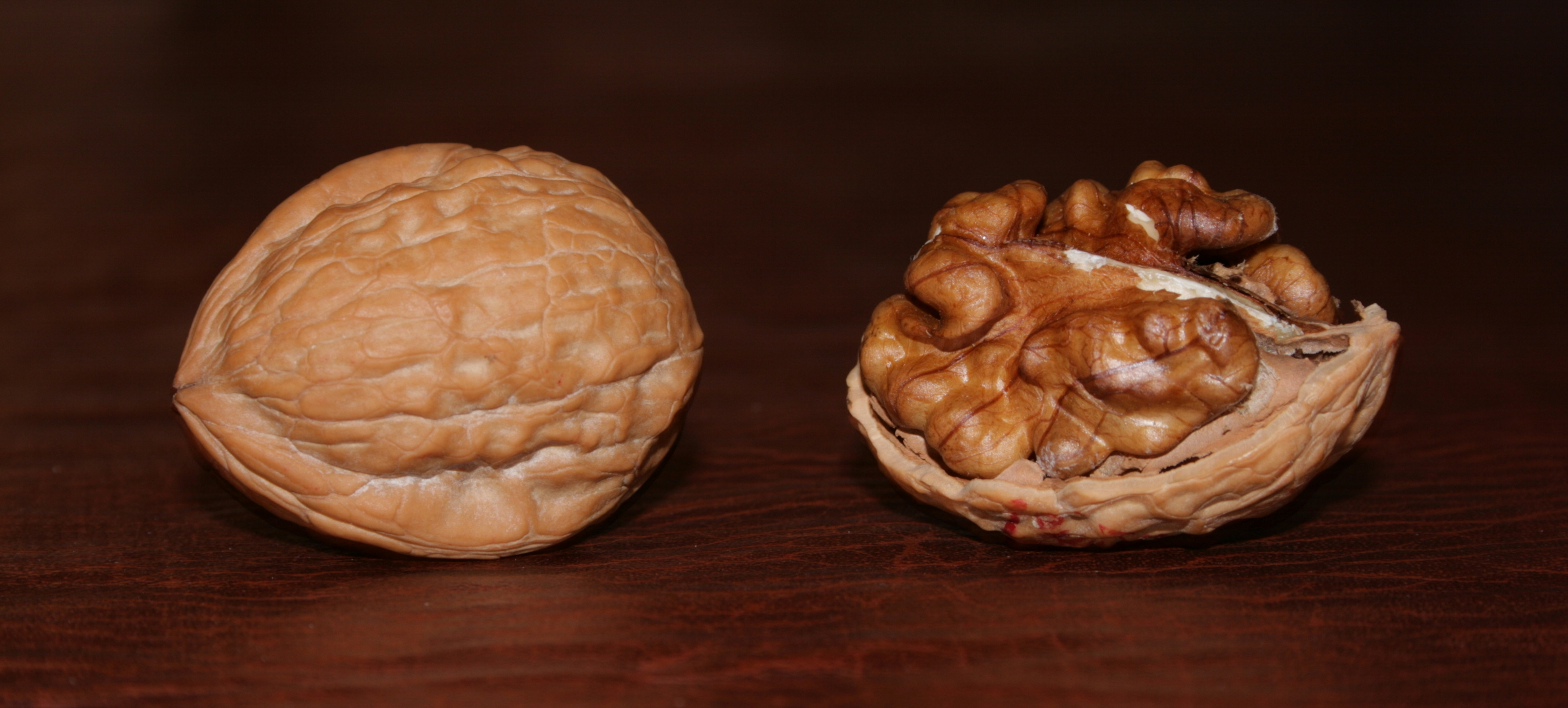
Noix anglaises.

En France, il existe de multiples appellations d'origine pour les productions agricoles de noix, cependant seules deux d'entre elles font l'objet d'une préservation administrative via le système AOC :
- la noix de Grenoble (AOC depuis le 17 juin 1938[23]). Elle a aussi obtenu une AOP (1996). Seules trois variétés locales sont autorisées dans ce cadre : la Franquette, la plus ancienne (elle a été créée en 1784) et la plus cultivée en France[4], la Mayette et la Parisienne rustique, douce et parfumée, développées il y a plus d'un siècle. Son terroir est réparti dans les départements de l'Isère tout d'abord ainsi qu'une partie de la Drôme et de la Savoie ;
- la noix du Périgord (AOC depuis 2002), variétés Corne à coque épaisse mais de très bonne qualité gustative, Franquette, Grandjean de petit calibre adapté pour le marché du cerneau, Fernor (1995 INRA) tardive et bonne qualité du cerneau et Marbot pour le marché de la noix fraîche, territoire de production réparti dans les départements de la Dordogne, du Lot, de la Corrèze et de la Charente.

Il existe également des variétés réputées pour leur tardivité (Ronde de Montignac) ou pour leur grosse taille : Bijou, Gourlande, Glady, Gibbeuse, Jage et la Cocarde des Cévennes.

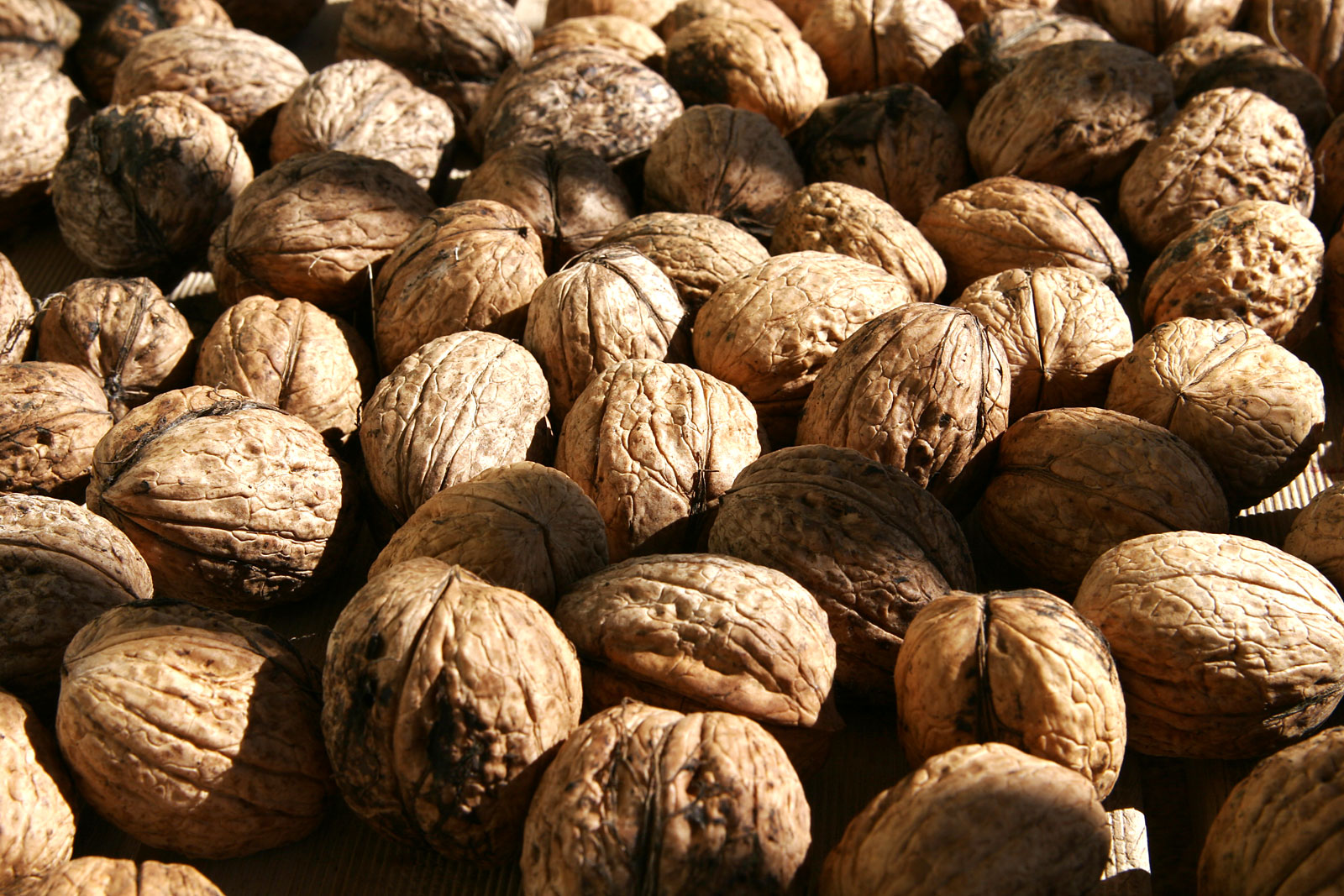
Noix en coque

Parmi les autres variétés, on recense :
- la Lara qui est une variété plus récente et qui pousse vite ;
- la Marbot de Corrèze, consommée exclusivement fraîche ;

Et les variétés pollinisatrices. La pollinisation étant anémophile, la plantation de variétés pollinisatrices est conseillée à raison de quatre à six arbres par hectare et de deux variétés différentes. Dans cette catégorie, on recense :
- la Ronde de Montignac,
- la Meylannaise
- la Fernette.

En France, le premier département producteur est l'Isère, suivi par la Dordogne dont les agriculteurs du Périgord noir assurent plus de la moitié de la production.
Aux États-Unis, la principale région productrice est la Californie, avec les variétés Hartley (variété à gros fruits), Chandler (la plus plantée aux États-Unis), Serr, Vina, Franquette et Howard. Ces variétés se distinguent des européennes, généralement par une peau lisse et de forme plus allongée, comme une datte.
En Chine, les principales variétés sont[réf. souhaitée] la ‘Ji xin’ 鸡心 « Cœur de poulet » (en raison de sa forme), cultivée dans la province du Hebei, la région de Pékin, la ‘Xin 2’ 新2 « Nouvelle 2 » précoce, la ‘Shangnan’ 商南, du nom du district Shangnan dans la province du Shaanxi, à la saveur unique.

## Histoire culturelle de la noix

### En Europe
En Europe, un des savoirs les plus partagés par les sociétés passés concerne la toxicité du noyer. Attesté depuis l’Antiquité gréco-romaine, cette idée ne cesse de se transmettre à travers les siècles. Il s’agit d’un point essentiel de son identité, assure Pauline Leplongeon. À partir des sources médicinales, culinaires et agronomiques, il est possible de tirer une histoire culturelle de la noix en Europe.
Dioscoride, le pharmacologue grec du Ier siècle, décrit dans son Traité de matière médicale, l’utilisation médicinale de la noix (karya basilika, καρυα βασιλικα) « La noix, que certains nomment noix Perse, est difficile à digérer, produit de la bile, donne mal de tête…Mais consommée par quelqu’un qui jeûne, elle est utile pour faire vomir…Les noix fraîches sont meilleures pour l’estomac car plus douces, c’est pourquoi on les mélange avec de l’ail… » (MM, I, 125). Si ce n’est pas un aliment recommandable, c’est un médicament intéressant pour expulser les vers plats et un antidote contre les poisons mortels. Sachant que l'œuvre de Dioscoride a été une source de connaissances majeures en matière de remèdes naturels en Europe et au Proche Orient durant plus de 1 600 ans, l’impact de ses recommandations fut considérable pour les siècles suivants.
Le grand médecin créateur de l’Antiquité, Galien (IIe siècle) est le premier à donner un moyen pour rendre sa fraîcheur aux noix sèches « pour celles qui sont déjà sèches, si on les trempe préalablement dans l’eau, comme certains le font, la faculté ressemble à celles des vertes » (Sur les facultés des aliments, livre II, chap. 28).
Une autre idée qui va se perpétrer jusqu’à l’époque moderne est que l’ombre du noyer réputée très fraîche, est néfaste aux hommes et aux plantations adjacentes. Pline l’Ancien l’encyclopédiste romain ayant vécu au Ier siècle, la développe ainsi

« Les Grecs ont nommé les noix en référence à la lourdeur de tête. En effet, l’odeur nocive de l’arbre lui-même et des feuilles pénètre jusque dans le cerveau. Les noix causent la même nuisance à un moindre degré, si elles sont prises en aliment. »

 (HN, XXIII, 147).
Columelle, l’agronome du Ier siècle, présente des recettes de cuisine comprenant des noix. Elles peuvent servir à fabriquer du vinaigre à partir de vin éventé ou une sorte de sauce pesto épaisse (De l’agriculture, livre XII).
Dans les recettes des siècles suivants, la noix apparaît davantage comme un condiment que comme un véritable aliment. Elle se mêle à d’autres ingrédients pour rehausser le goût des viandes, des poissons et des légumes.
À la fin de l’Antiquité, l’agronome Palladius (Ve siècle) avait présenté des techniques pour conserver les noix vertes en les couvrant de paille ou de sable ou en les enfermant dans une caisse en noyer.
Durant le Moyen Âge et à l’Époque moderne, les aspects négatifs de la noix persistent. Certains recueils de cuisine ne mentionnent pas la noix. Et les recueils qui en parlent proposent des recettes pour neutraliser sa nocivité. La noix serait-elle considérée comme trop nocive ou trop vulgaire pour la table des princes et des bourgeois ? La noix était en effet un fruit de peu de valeur marchande accessible au plus grand nombre et certainement trop « vulgaire » pour trouver sa place à la table des gens aisés.
À la fin de l’Antiquité, l’agronome Palladius (Ve siècle) avait évoqué une recette de « confiture de noix » visant à conserver les noix vertes : « les noix vertes, simplement dépouillées de leur écale, et mises dans du miel, sont encore verte au bout d’un an ». Ce procédé plus tard élaboré, connaîtra un franc succès au Moyen Âge et à l’Époque moderne.
Au XIIIe siècle, Pierre de Crescent indique que pour éliminer les vices des noix sèches, il faut les « mondifier » (nettoyer) et les tremper une nuit dans l’eau chaude pour « leur oste leur nuysement » (Le livre des prouffitz champestres et ruraulx, 1521). La recette de confiture de noix fraîches du Mesnagier de Paris (vers 1493) consiste à prendre des fruits verts, tout juste formés tels qu’ils sont encore à la Saint-Jean (le 24 juin), les peler, les faire tremper 10 jours, leur ajouter des clous de girofle et du gingembre et de faire bouillir le tout avec du miel. Aux XVe – XVIIe siècles, on trouve en Italie, Allemagne, France et ailleurs en Europe, toujours à peu près les mêmes recettes visant à éliminer la nocivité naturelle de la noix et à lui faire gagner des vertus médicinales et diététiques.
L’encyclopédie agronomique Agriculture et maison rustique de Charles Estienne et Jean Liébault, est riche d’informations sur la culture des noyers et sur l’emploi des noix et de l’huile de noix dans divers remèdes. L’ouvrage fut réimprimé régulièrement de 1564 jusqu’au milieu du XVIIe siècle. Le chapitre XXXII de l’édition de 1658 est consacré au noyer. On y retrouve tous les clichés répétés depuis l’Antiquité, sur toutes les nuisances que peut provoquer son ombre à la végétation alentour ou à ceux qui s’endorment dessous. Puis très pragmatiquement, il indique que l’arbre « est utile & profitable » et livre de précieux conseils de plantation, d’entretien et de récolte. « Les profits que le noyer rend à son maistre sont infinis » dit-il car il lui donne d’excellentes confitures (de noix vertes), du bois de chauffage pour la cuisine, et son fruit « pour sa table & pour la cuisine,& pour la lampe ».
Au XVIIIe siècle, on observe une explosion des publications culinaires qui s’accompagne d’une reconsidération de l’usage des noix. La grande méfiance à l’égard des noix sèches demeure toutefois et on s’efforce toujours de garder leur fraîcheur en les conservant dans du sable, en les hydratant et les débarrassant de leur nocivité grâce à l’action du sucre. Cependant les confitures de noix font l’objet d’une production et d’un commerce important. Certaines deviennent renommées comme les confitures de noix liquides de Rouen. L’Encyclopédie de Diderot indique

« On tire du noyer quantité de service ; tout le monde sait que les noix sont bonnes à manger, & qu’elles valent mieux en cerneaux que lorsqu’elles sont dessechées. Il est vrai que dans ce dernier état elles sont dures, huileuses, mal-saines, & de difficile digestion : on en tire une huile qui sert à quantité d’usage »

 (Encyclopédie).
Au XVIe siècle, la moitié des textes sur les confitures de noix étaient l’œuvre de médecins, mais peu à peu les médecins disparaissent pour laisser la place aux cuisiniers. On quitte le domaine de la santé pour entrer dans celui de la gastronomie. Toutefois, l’ancienne idée lancée par Galien, que le trempage dans l’eau demeure un préalable nécessaire à la consommation de noix sèches, se retrouve chez tous les auteurs. Confire, tremper dans l’eau et enfouir dans le sable sont les principaux procédés pour conserver les noix qui se sont transmis de l’Antiquité au XVIIIe siècle.
Au siècle des Lumières, on trouve sept auteurs anglais utilisant des sauces aux noix. Par exemple, Hannah Glasse dans son livre de cuisine The Art of Cookery made Plain and Easy (un bestseller publié en 1747) emploie des noix en saumure ou des liqueurs de noix pour confectionner les sauces aux poissons (sauce d’anchois, d’huîtres, sauce pour maquereau) ou de viande de bœuf.
Ajoutons que l’huile de noix a été utilisée en cuisine mais on trouve peu de mentions de son usage dans l’Antiquité, au Moyen Âge et jusqu’au XVIIIe siècle. C’est une huile peu raffinée, bonne aux paysans et aux domestiques et à « faire de la soupe » ou à « composer des ragoûts pour les domestiques » (Louis Liger 1658-1717). Les régions du Périgord, Quercy, Limousin et Auvergne sont des productrices et exportatrices de noix et d’huile de noix.

### Ailleurs dans le monde
Dans les pays asiatiques, la noix est associée à une symbolique de prospérité et de bonheur.
La tradition populaire de plusieurs pays d'Asie produit des sculptures sur coquilles de noix. En Chine, sont utilisées des espèces dont la coque est plus épaisse que les variétés européennes. Ces objets d'art puisent dans une iconographie inspiré du bouddhisme, du taoïsme ou du confucianisme et sont conservés ou offerts comme porte-bonheur. Au Japon, les noix sculptées sont aussi utilisées comme netsukes pour retenir les kimonos.

## Utilisations

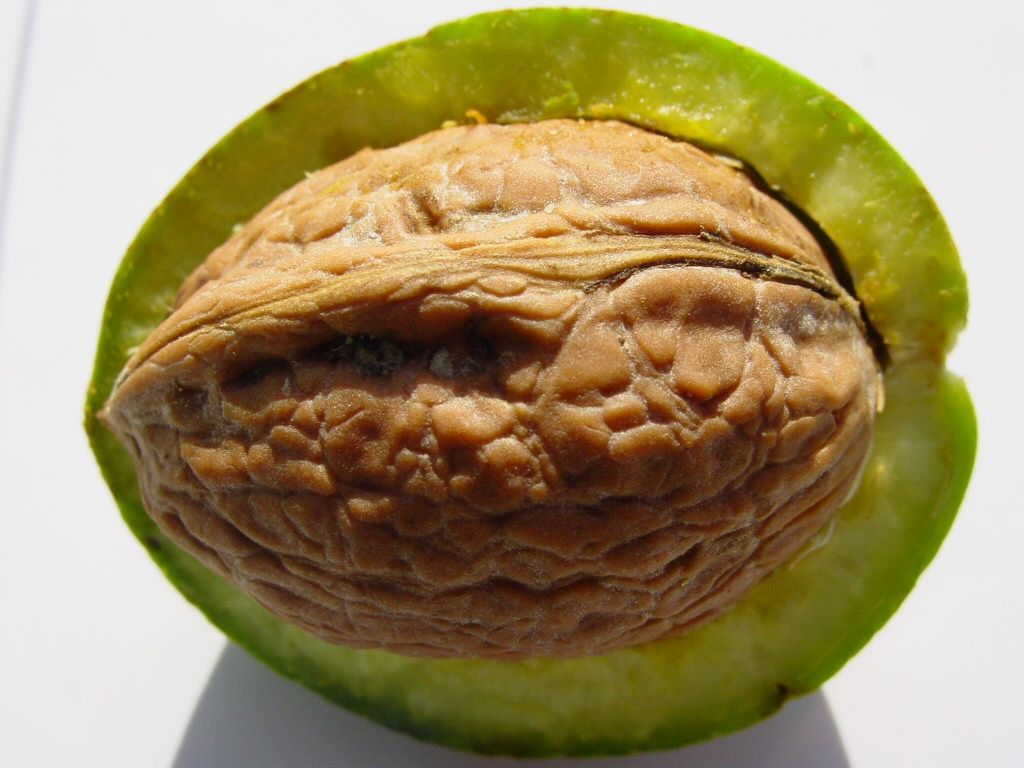
La noix est une drupe dont le péricarpe n'est pas comestible

- Peinture et décoration : la partie charnue autour de la coquille émet un jus qui tache, utilisé en teinturerie : le brou de noix.
  - Teintures au brou de noix : elles ont des nuances fauves et brunes, très solides, s'appliquent au pinceau sur du bois blanc propre et sec pour donner une apparence de noyer, et elles virent au noir par le sulfate de fer ou prennent un reflet vif avec de l'alun. Préparation : recueillir le brou bien mûr et qui se détache facilement, en remplir un récipient et couvrir d'eau ; ainsi, il se conserve pendant plus d'un an, mais il dégage une odeur forte. Pour l'employer : prendre le brou frais ou conservé comme indiqué, le faire bouillir avec de l'eau pendant deux heures à la dose de 150 à 200 grammes par litre d'eau, laisser refroidir et conserver en bouteilles[33].

Aujourd'hui, l'extrait de cassel tend à remplacer le brou de noix du fait de son plus faible coût et de ses bonnes caractéristiques. L'extrait de cassel est d'ailleurs proposé à la vente sous l'appellation abusive de « brou de noix » par l'industrie.
- Alimentation :

Les noix fraîches se conservent dans un endroit ventilé, frais et sec, au réfrigérateur elles perdent leur saveur. En cuisine, les noix peuvent être utilisées dans de nombreux plats sucrés (gâteaux) comme salés (salades).
- - Les noix fraîches ou sèches peuvent se consommer directement comme fruits secs. On les casse à l'aide d'un casse-noix, d'un marteau, d'une pierre ou des mains.
  - Les cerneaux sont utilisés dans la cuisine pour agrémenter des salades, des pâtisseries, mais aussi préparer de la confiture. Les noix entrent également dans la composition de divers aliments transformés : pain aux noix, fromage aux noix, miel aux noix, confiserie, charcuterie, liqueur, apéritif...
  - De la noix, on extrait aussi, par pression, de l'huile de noix, le rendement est de 50 % pour le pressage usuel, c'est-à-dire que pour 40 kg de cerneaux on obtient vingt litres d'huile. C'est une huile de qualité, au goût de noix cuite parfois prononcé selon le chauffage appliqué, et aux propriétés nutritionnelles bénéfiques (beaucoup d'acides gras oméga 3 pour un peu d'acides gras oméga 6). Cependant, en dehors des zones de production-transformation industrialisées fortement mécanisées, l'huile de noix est laborieuse à obtenir et demandeuse de main d’œuvre. Elle rancit assez rapidement si laissée à la lumière et/ou à la chaleur, du fait de la forte proportion d'acides gras insaturés la composant. C'est pourquoi elle ne supporte pas d'être employée en guise d'huile de cuisson ou de friture. La conservation de l'huile de noix se fait au froid positif : + 13 °C pour les bouteilles fermées et + 4 °C après ouverture. Trois grains de gros sel dans la bouteille permettraient une meilleure conservation.
  - On fait aussi du vin de noix. Les coquilles peuvent servir de combustible. Les feuilles et les chatons (fleurs mâles) peuvent servir pour faire des alcools ou des décoctions, et l'on peut faire des condiments avec la noix verte (« noix cornichons »).
  - Les noix vertes ramassées au mois de juin servent à faire la confiture de noix vertes[29] ou des noix entières confites[34], consommées notamment en Roumanie, Arménie, Grèce et Turquie.
  - Liqueur de brou de noix : comme le brou de noix est astringent, elle s'emploie contre la diarrhée et les douleurs d'estomac, et se prépare avec le brou seul, sans aromates, mais plus souvent avec la noix verte entière en cerneau, à la macération de laquelle on ajoute du sucre et des aromates.
  - Eau de noix (recette ancienne du Périgord) : râper en juin des noix encore grosses comme des noisettes, et les laisser macérer trois mois dans de l'eau de vie additionnée de la moitié de son volume de sirop et d'un morceau de cannelle. Filtrer...
  - Les noix ont tendance à rancir en quelques mois et même à moisir (si l'humidité est trop élevée). Il est donc inutile d'en faire une trop grande provision. Il est possible de les conserver un à deux ans en cagette sur du papier journal dans un endroit sec, frais (moins de 10 °C) et aéré, à condition de les avoir ramassées dès leur chute de l'arbre et brassées régulièrement pendant la période de séchage.
  - Les tourteaux, résidus de la pression, peuvent servir de nourriture pour les humains ou le bétail, en particulier les poules. En Suisse romande, on l'appelle nillon. Il peut être grignoté ou servir à la confection de gâteaux traditionnels, après être râpé et trempé[35].
  - Le nougat aux noix : dans les années 1700-1701, on parle du nougat de noix, du gâteau aux noix « nux gatum » ou « nougo ». Dans la langue occitane, « nogat » signifie « tourteau de noix »,
- Menuiserie : le bois de noyer est un bois de qualité pour la menuiserie et l'ébénisterie (ronce de noyer). On utilise dans ce cas essentiellement le Juglans regia ; des plantations de noyer à bois d'espèce Juglans nigra (noyer noir d'Amérique) ou d'espèce hybride juglans-nigra au bois plus clair sont également utilisées.
- Droguerie : Taches de brou sur un tissu blanc : Remplir un flacon de copeaux de zinc, le recouvrir de bisulfite de soude, le laisser en contact trois jours. Prendre une goutte de l'hydrosulfite de soude obtenu et frotter le tissu puis laver à l'eau claire.

## Aspects économiques
Les quatre premiers pays producteurs représentent les deux tiers du total :
| Pays       | 2000     | 2001     | 2002     | 2003     | 2004     | 2005     | 2015     | 2016     |
| ---------- | -------- | -------- | -------- | -------- | -------- | -------- | -------- | -------- |
| Chine      | 309      | 252      | 343      | 393      | 436      | 499      | 1 713    | 1 819    |
| États-Unis | 216      | 276      | 255      | 295      | 294      | 321      | 549      | 625      |
| Iran       | 130      | 168      | 178      | 150      | 168      | 247      | 403      | 368      |
| Turquie    | 116      | 116      | 120      | 130      | 126      | 150      | 190      | 195      |
| Monde      | 1 267,01 | 1 299,72 | 1 395,20 | 1 533,53 | 1 566,41 | 1 728,86 | 3 606,86 | 3 763,72 |

En 2016, la France a produit 39 000 tonnes.
Bien que la Chine soit un centre d’origine du noyer commun (Juglans regia, avec d’autres espèces de Juglans : J. sigillata, J. mandshurica, etc.), les noix sauvages petites et hétérogènes ont longtemps réfréné leur culture. Ce n’est qu’après la fondation de la république populaire de Chine par Mao en 1949, que la production nucicole s’est progressivement développée. Depuis les années 1990, la culture s’est considérablement développée, soutenue par d’importantes aides financières du gouvernement.
Dans les années 1950, la production nationale atteignait les 100 000 tonnes. En 2000, la Chine est devenue le premier producteur mondial de noix avec une production de 310 000 tonnes, supérieure à celle des États-Unis. Depuis 2012, elle dépasse les 700 000 tonnes annuelles et en 2016, elle est de 1 819 000 tonnes, presque entièrement absorbées en interne.

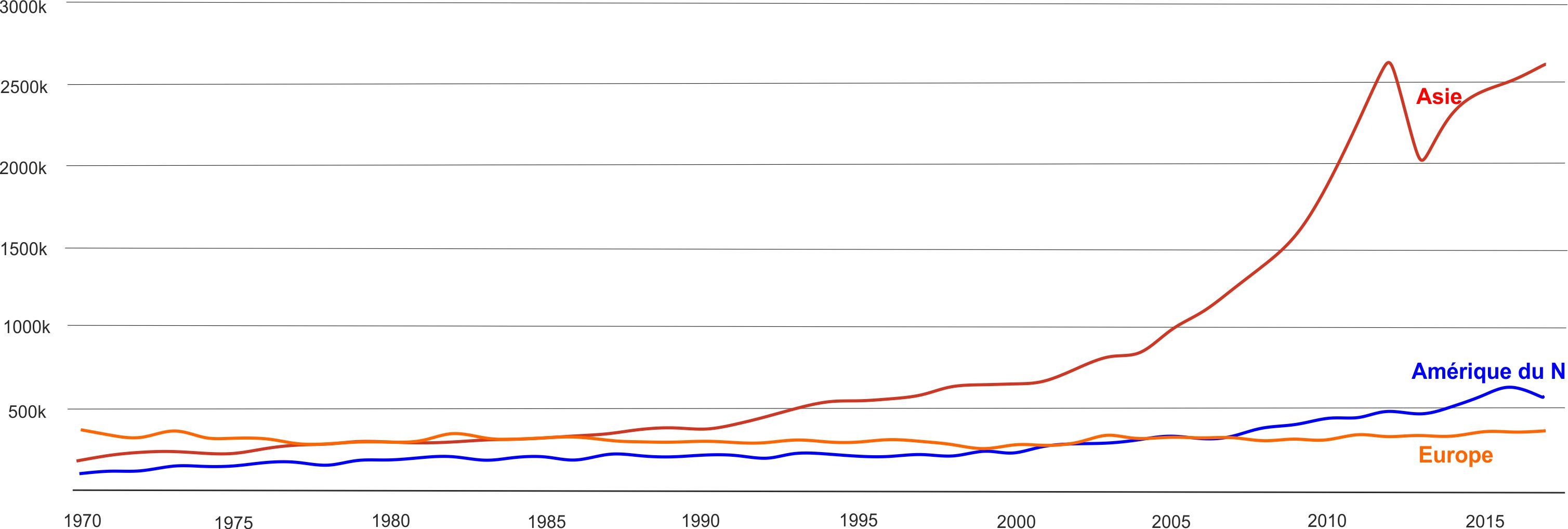
Production de noix (non décortiquées) par zones géographiques (d'après FAOSTAT)

## Allergie
[réf. nécessaire]La noix est une source allergique, bien que peu de personnes souffrent d'allergie à la noix. Elle est souvent liée à une allergie à la noisette, arachide ou autres fruits à coque. Elle peut, en particulier, causer des aphtes buccaux.

## Langage et symbolique
- La noix et le noyer sont l'objet de nombreuses croyances populaires, en partie héritées du savoir médicinal proto-scientifique de l’Antiquité gréco-latine. Au XXe siècle, on disait encore dans la campagne qu'il est dangereux de dormir ou de se coucher sous un noyer et comme le relate Pierre Lieutaghi[38] dans son enquête ethnobotanique menée dans les années 1980 : « l’interdit touchant à la sieste sous un noyer a été relevé à plusieurs reprises »
- « À la noix » est une expression péjorative, désignant un objet de qualité médiocre ou de peu de valeur. Ceci se retrouve dans de nombreuses traditions populaires anciennes et dans plusieurs langues, comme en anglais où l'interjection « Nuts! » a valeur de refus définitif. En Gascogne[39],[40], lorsqu'un jeune homme demandait la main d'une jeune fille, il était invité à partager le repas familial : si, à la fin, on lui présentait des noix, cela signifiait que sa demande était rejetée.
- Les noix peuvent désigner les testicules.
- « Coquille de noix », initialement, annexe utilisée par les marins pour gagner un navire mouillé au large, actuellement employé pour désigner un petit bateau.
- Une noix désigne aussi une quantité de la taille d'une noix, comme « une noix de beurre ».
- En picard, on appelle une noix une « gogue ».

## Galerie

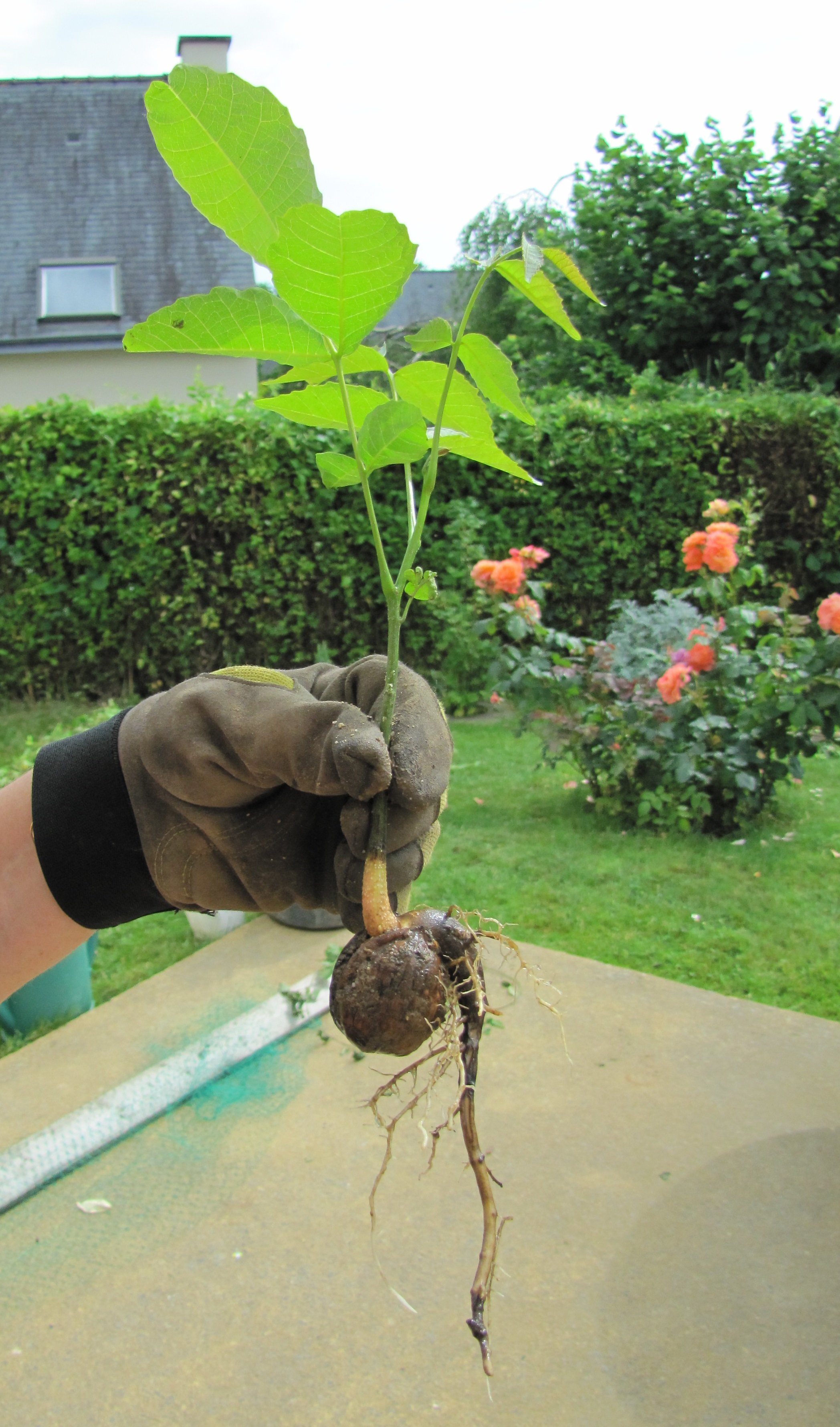
Noix devenue noyer
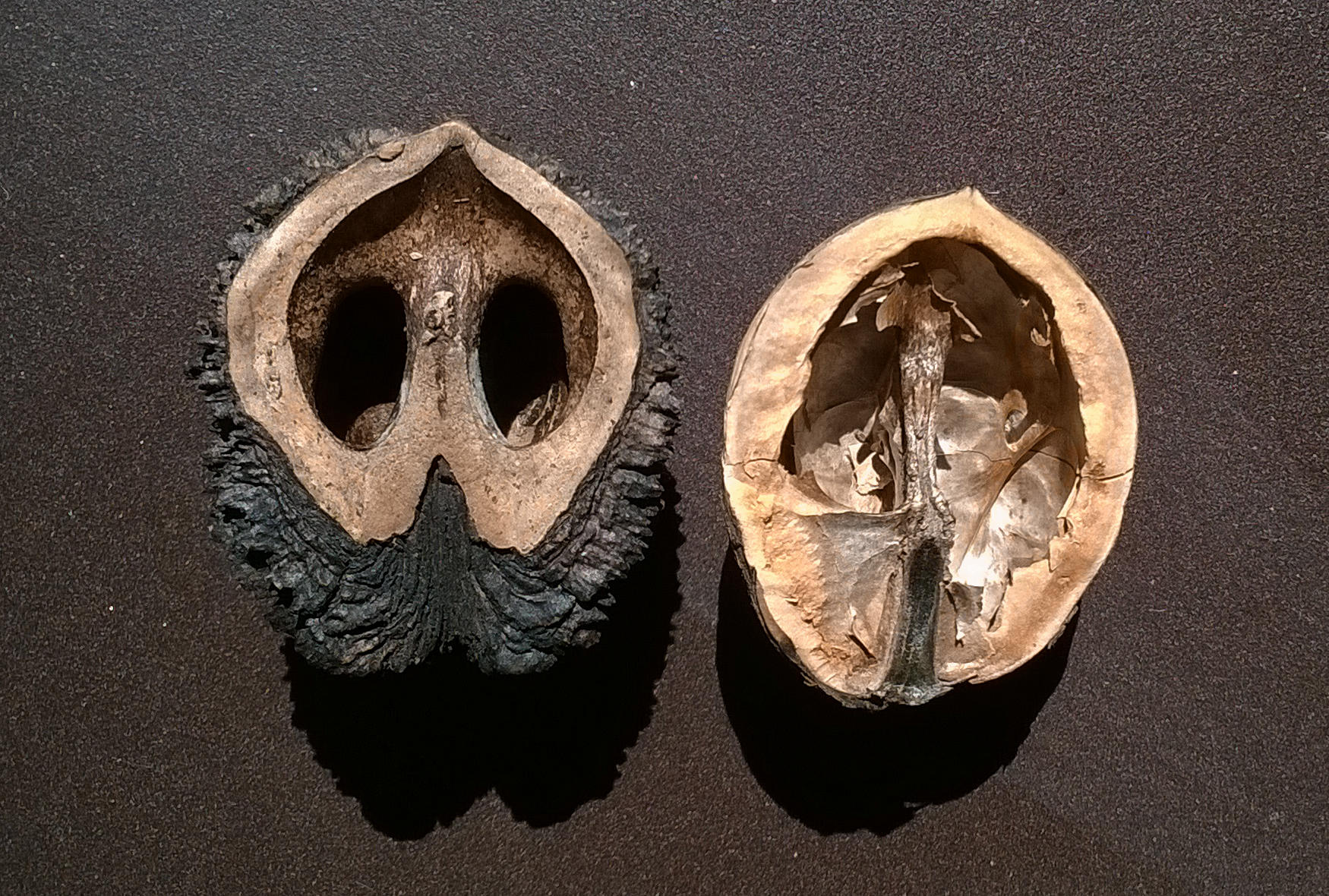
La coque de la noix d’Amérique (J. nigra, à gauche) est plus dure que celle de la noix commune (J. regia, à droite), dont les parois internes se détachent facilement.
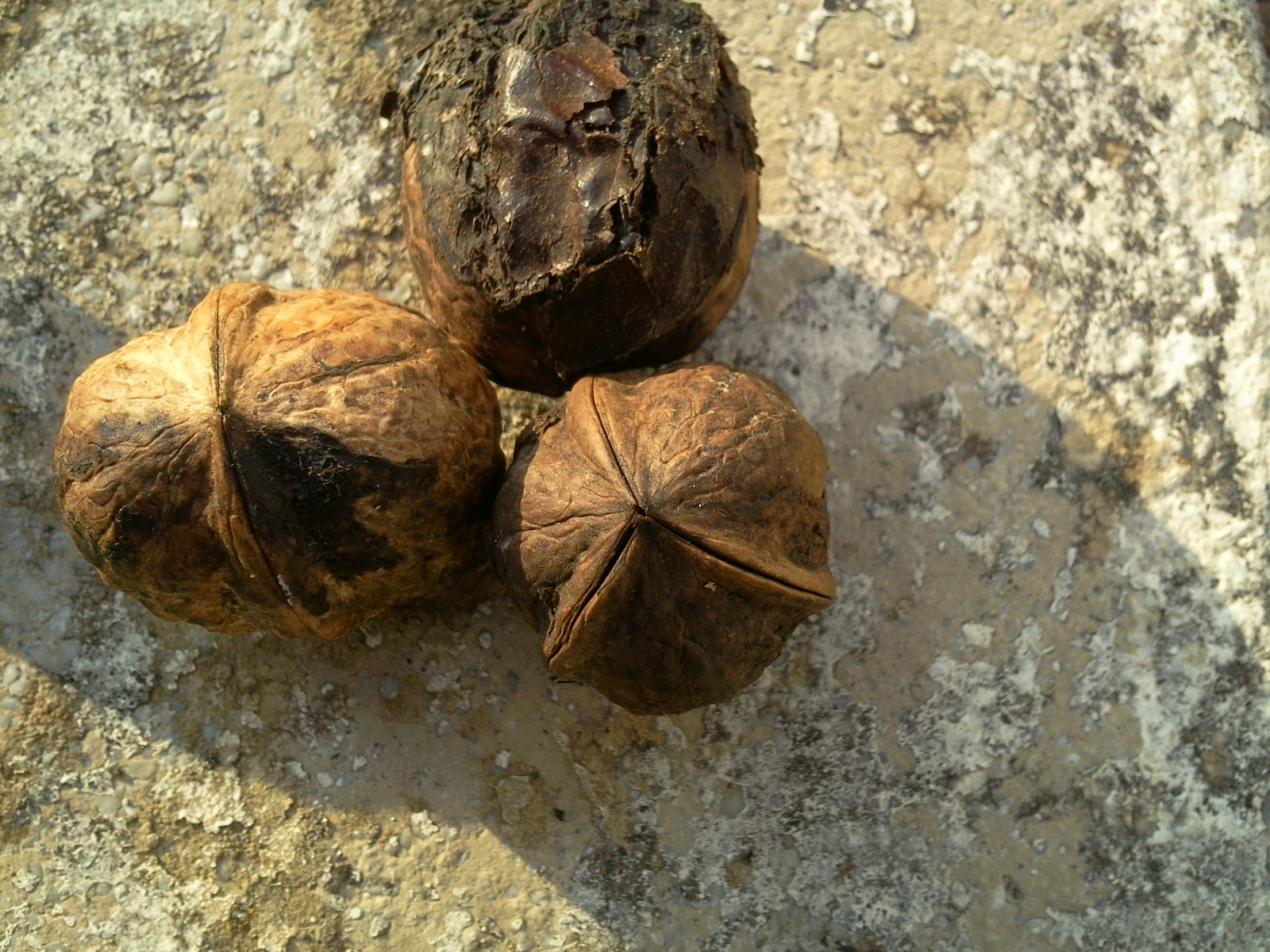
Noix commune atypique (trivalve, au centre).
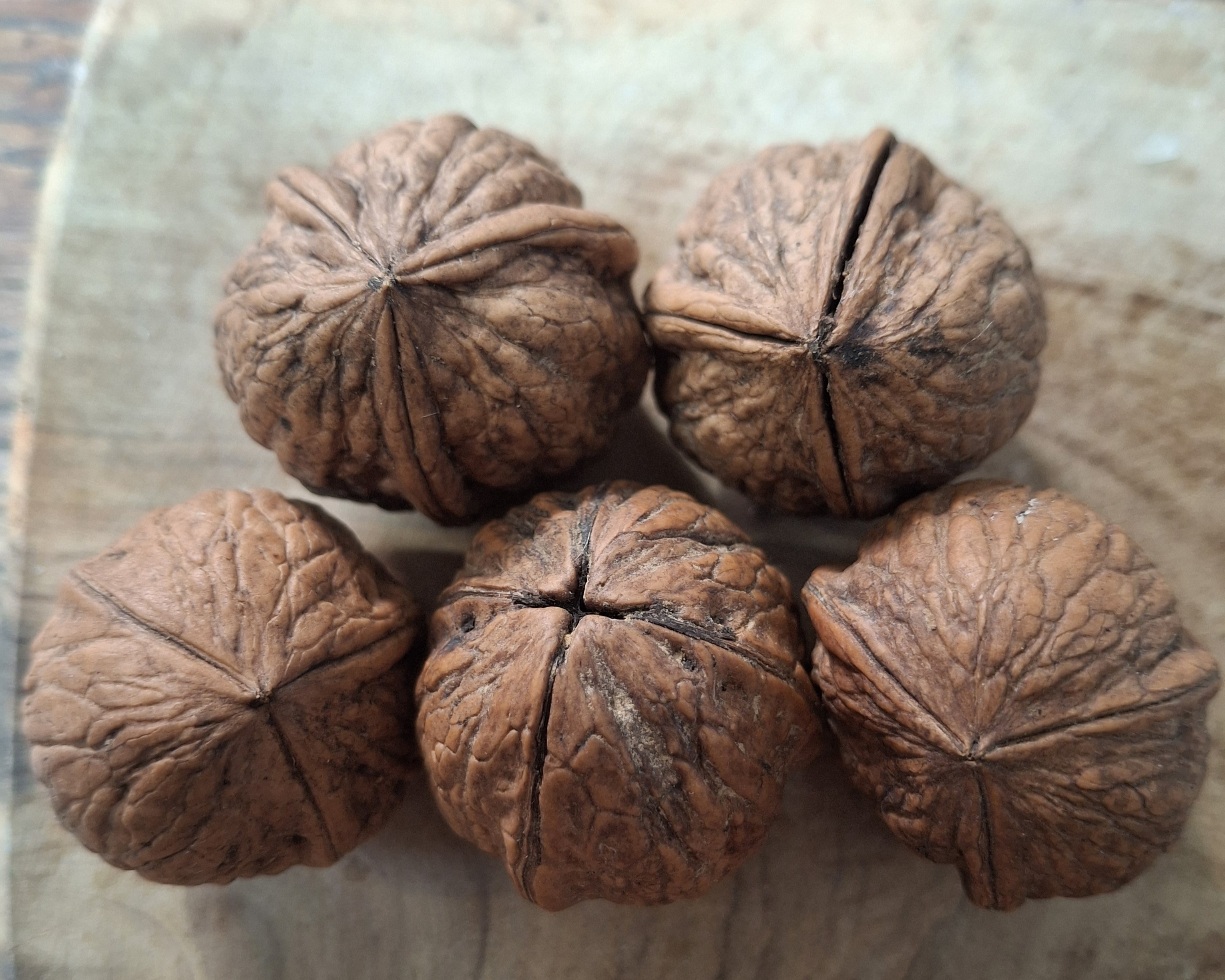
Noix à 3 et 4 coques.